# عائشة عبد الهادي
عائشة عبد الهادي (1953) هي وزيرة القوى العاملة المصرية السابقة، بدأت كناشطة نقابية في شركة أدوية حكومية في 1959، تدرجت في العمل النقابي إلى أن أصبحت نائبا لرئيس اتحاد نقابات عمال مصر، ورئيسة منتخبة للجنة المرأة العاملة العربية في الاتحاد الدولي للعمال، تولت الوزارة في عام 2006 حتي 2011.

## حياتها ونشأتها
ولدت بالقاهرة، لم تستكمل تعليمها الأساسي وتوقفت في المرحلة الإعدادية.
عرفت عائشة عبد الهادي علاقتها القوية بسيدة سوزان مبارك، زوجة الرئيس الأسبق حسني مبارك،.

## انتقادات
- هوجمت عائشة عبد الهادي كثيرًا في تصريحاتها في ديسمبر 2010، والتي كان من خلالها طالبت المؤهلات العليا بالعمل كأفراد أمن نظرًا لفشل وزارتها في توفير فرص العمل المناسبة لحملة المؤهلات، وقد أغضبت تلك التصريحات حملة المؤهلات العليا والأساتذة الجامعيين، واستنكروا ذلك على أساس أنها أساءت لحملة المؤهلات العليا، بينما هي حاصلة على شهادة الإعدادية.
- اتهمت بالمشاركة في تدبير موقعة الجمل التي وقعت ضمن أحداث ثورة 25 يناير.[4][5]

## أوسمة
- حصلت على الوسام الجمهوري السوداني من عمر البشير
- كرمة من اتحاد عمال فلسطين .[6]